# Lena Aruhn
Lena Teréce Aruhn, före 2003 Udd, född 22 april 1970, är en svensk före detta friidrottare som främst tävlade på 400 meter. Hon har bland annat deltagit i Finnkampen ett flertal gånger och vid EM i friidrott 2006 i Göteborg. Lena Aruhn fick sitt genombrott redan som tonåring, men lämnade därefter friidrotten. Hon återupptog sin karriär år 2001 och ingick sedan i landslaget. Hon har berättat öppet om sina problem med anorexia som var anledningen till att karriären gick i stå under 1990-talet.

## Karriär
Vid EM 2002 i München deltog Aruhn på 400 meter individuellt men slogs ut i försöken. Hon var också med i de svenska stafettlagen på 4x100 och 4x400 meter. I korta stafetten, som hon sprang ihop med Jenny Kallur, Susanna Kallur och Emma Rienas, blev man utslagna i försöken. Det långa stafettlaget (övriga var Beatrice Dahlgren, Ellinor Stuhrmann och Nadja Petersen) tog sig vidare till final där det kom sjua. Vid EM inomhus 2005 i Madrid blev Lena Aruhn utslagen i försöken på 400 meter med tiden 53,61. Lena Aruhn deltog 2006 vid EM i Göteborg men slogs ut i försöken både på 200 och 400 meter och, tillsammans med Beatrice Dahlgren, Erica Mårtensson och Emma Björkman, i det svenska långa stafettlaget.
Hon belönades år 2006 med Stora grabbars och tjejers märke (nummer 486).
Hon har varit idrottslärare på John Bauergymnasiet i Umeå.

## Personliga rekord
| Utomhus - 100 meter – 11,58 (Nice, Frankrike 12 maj 2005) - 100 meter – 11,81 (Donnas, Italien 15 juli 2007) - 100 meter – 12,01 (Genève, Schweiz 11 juni 2005) - 200 meter – 23,47 (Donnas, Italien 13 juli 2005) - 300 meter – 38,90 (L`Alfàs del Pi, Spanien 19 april 2003) - 400 meter – 52,32 (Helsingfors, Finland 23 augusti 2002) | Inomhus - 60 meter – 7,76 (Umeå 14 januari 2006) - 200 meter – 24,06 (Malmö 13 februari 2005) - 200 meter – 24,22 (Umeå 14 januari 2006) - 400 meter – 52,77 (Stockholm 15 februari 2005) |

### Fotnoter
1. 1 2 3 4 5 6 7  ”SWEDISH TEAM Media Guide. European Athletics Championships, Göteborg 2006.”. friidrott.se. Arkiverad från originalet den 4 juni 2012. https://web.archive.org/web/20120604124725/http://www.friidrott.se/press/emguide_06.aspx. Läst 18 oktober 2016.
2. 1 2  Wiger 2006, s. 184.
3. ↑  ”Stora SM 2006, dag 3”. turebergfriidrott.se. http://turebergfriidrott.se/statistik/SM2006/2006_ressond.htm. Läst 19 april 2013.
4. ↑  ”Stora SM 2007”. trackandfield.se. Arkiverad från originalet den 4 maj 2013. https://archive.is/20130504152109/http://www.proteamonline.se/storage/customers/978/editor/resultat%20sm%20i%20friidrott%202007.html. Läst 19 april 2013.
5. 1 2 3 4  Wiger 2006, s. 187.
6. ↑  ”Stora SM 2006, dag 2”. turebergfriidrott.se. Arkiverad från originalet den 10 juni 2015. https://web.archive.org/web/20150610133650/http://turebergfriidrott.se/statistik/SM2006/2006_reslord.htm. Läst 19 april 2013.
7. ↑  ”Stora inne-SM 2005, resultat” (pdf). mai.se. Arkiverad från originalet den 23 november 2015. https://web.archive.org/web/20151123081015/http://www.mai.se/resultat/resultatlista-ism.2005.pdf. Läst 12 april 2015.
8. 1 2  ”Stora Grabbar personpresentation”. storagrabbar.se. http://www.storagrabbar.se/grabbar_10.html. Läst 19 september 2016.
9. ↑  ”Stora inne-SM 2002, resultat” (htm). Arkiverad från originalet den 13 december 2002. https://web.archive.org/web/20021213092936/http://m1.406.telia.com/~u40606160/ResultatISM.htm. Läst 14 april 2015.
10. 1 2 3 4 5 6 7 8  ”Personsida på AllAthletics” (på engelska). all-athletics.com. Arkiverad från originalet den 23 september 2016. https://web.archive.org/web/20160923041649/http://www.all-athletics.com/node/148896. Läst 22 september 2016.
11. ↑  ”European Athletics Championships - München 2002” (på engelska). european-athletics.org. http://www.european-athletics.org/competitions/european-athletics-championships/history/year=2002/results/index.html. Läst 18 augusti 2017.
12. ↑  ”European Athletics Indoor Championships - Madrid 2005” (på engelska). european-athletics.org. Arkiverad från originalet den 27 augusti 2017. https://web.archive.org/web/20170827215326/http://www.european-athletics.org/competitions/european-athletics-indoor-championships/history/year=2005/results/index.html. Läst 28 augusti 2017.
13. 1 2  ”European Athletics Championships - Göteborg 2006” (på engelska). european-athletics.org. http://www.european-athletics.org/competitions/european-athletics-championships/history/year=2006/results/index.html. Läst 9 augusti 2017.
14. ↑  ”Stora grabbars märke”. friidrott.se. Arkiverad från originalet den 31 mars 2016. https://web.archive.org/web/20160331202525/http://www.friidrott.se/historik/storagrabbar.aspx. Läst 19 september 2016.
15. 1 2 3 4 5 6 7  ”Personsida på European Athletics' webbplats” (på engelska). european-athletics.org. http://www.european-athletics.org/athletes/group=a/athlete=159862-aruhn-lena/index.html. Läst 22 september 2016.
16. 1 2 3 4 5 6 7  ”Personsida hos IAAF” (på engelska). iaaf.org. https://www.iaaf.org/athletes/sweden/lena-aruhn-185576. Läst 22 september 2016.